# Linea Kakogawa
La linea Kakogawa (加古川線?, Kakogawa-sen) è una ferrovia di interesse regionale a scartamento ridotto che collega le città di Kakogawa e Tamba, entrambe nella prefettura di Hyōgo. La linea è stata realizzata con lo scopo di unire la linea Fukuchiyama con la linea principale Sanyō, ed è gestita dalla West Japan Railway Company (JR West).

## Servizi
È presente un solo treno che effettua tutto il percorso della linea, mentre un maggior numero di treni opera nel settore Kakogawa - Nishiwakishi (2 treni all'ora, di cui uno limitato a Yakujin), mentre fra Nishiwakishi e Tanikawa la linea è percorsa da 9 coppie di treni al giorno (8 nei festivi).

## Stazioni
| Stazione        | Giapponese   | Distanza | Collegamenti                           | Posizione | Posizione      |
| --------------- | ------------ | -------- | -------------------------------------- | --------- | -------------- |
| Kakogawa        | 加古川       | 0.0      | Linea JR Kōbe (Linea principale Sanyō) | Kakogawa  | Pref. di Hyōgo |
| Hioka           | 日岡         | 2.5      |                                        | Kakogawa  | Pref. di Hyōgo |
| Kanno           | 神野         | 4.8      |                                        | Kakogawa  | Pref. di Hyōgo |
| Yakujin         | 厄神         | 7.4      | (Ferrovia Miki - dismessa nel 2008)    | Kakogawa  | Pref. di Hyōgo |
| Ichiba          | 市場         | 11.5     |                                        | Ono       | Pref. di Hyōgo |
| Onomachi        | 小野町       | 13.7     |                                        | Ono       | Pref. di Hyōgo |
| Aō              | 粟生         | 16.6     | Ferrovia Hōjō Linea Shintetsu Ao       | Ono       | Pref. di Hyōgo |
| Kawainishi      | 河合西       | 19.2     |                                        | Ono       | Pref. di Hyōgo |
| Aonogahara      | 青野ヶ原     | 21.3     |                                        | Ono       | Pref. di Hyōgo |
| Yashirochō      | 社町         | 24.2     |                                        | Katō      | Pref. di Hyōgo |
| Takino          | 滝野         | 27.3     |                                        | Katō      | Pref. di Hyōgo |
| Taki            | 滝           | 28.4     |                                        | Katō      | Pref. di Hyōgo |
| Nishiwakishi    | 西脇市       | 31.2     | (Linea Kajiya - chiusa nel 1990)       | Nishiwaki | Pref. di Hyōgo |
| Shin-Nishiwaki  | 新西脇       | 32.3     |                                        | Nishiwaki | Pref. di Hyōgo |
| Hie             | 比延         | 34.6     |                                        | Nishiwaki | Pref. di Hyōgo |
| Nihon-heso-kōen | 日本へそ公園 | 36.1     |                                        | Nishiwaki | Pref. di Hyōgo |
| Kurodashō       | 黒田庄       | 38.5     |                                        | Nishiwaki | Pref. di Hyōgo |
| Hon-Kuroda      | 本黒田       | 42.0     |                                        | Nishiwaki | Pref. di Hyōgo |
| Funamachiguchi  | 船町口       | 43.8     |                                        | Nishiwaki | Pref. di Hyōgo |
| Kugemura        | 久下村       | 46.3     |                                        | Tamba     | Pref. di Hyōgo |
| Tanikawa        | 谷川         | 48.5     | Linea Fukuchiyama                      | Tamba     | Pref. di Hyōgo |